# Pulau Binongko
Pulau Binongko är en ö i Indonesien.   Den ligger i provinsen Sulawesi Tenggara, i den centrala delen av landet, 1 900 km öster om huvudstaden Jakarta. Arean är 101 kvadratkilometer.
Terrängen på Pulau Binongko är lite kuperad. Öns högsta punkt är 228 meter över havet. Den sträcker sig 17,6 kilometer i nord-sydlig riktning, och 12,6 kilometer i öst-västlig riktning.  I omgivningarna runt Pulau Binongko växer huvudsakligen savannskog.